# دارين هولمز
دارين هولمز (بالإنجليزية: Darren Holmes)‏ هو لاعب كرة قاعدة أمريكي، ولد في 25 أبريل 1966 في آشفيل في الولايات المتحدة.

## وصلات خارجية
- دارين هولمز على موقعبيزبول رفرنس.كوم (الدوري الرئيسي) (الإنجليزية)
- دارين هولمز على موقعبيزبول رفرنس.كوم (الدوري الثانوي) (الإنجليزية)